# 進行中の抗議と市民暴動の一覧
以下は世界中で起こっている進行中の市民暴動または進行中の抗議の一覧である。この一覧表は、現在の市民の暴動と抗議及び各出来事に関連する死者数と抗議者の数の特定を唯一の目的としている。 注記:
- 死亡者数には特に明記されていない限り市民と警察・軍両方の死者が含まれている。
- 情報の不足により死者数の合計は過小評価または利用できない可能性がある。＋マークが付いた数字は少なくともそれ以上の人が死亡したことを示している(例：455+は少なくとも455人が死亡したということを示す ) - 実際の数値はより高い可能性がある
- 進行中の抗議または市民暴動が起きている国のみ掲載

## 国際的な抗議活動一覧
| 抗議開始日 | 抗議                                         | 場所                  | 死亡数 |
| ---------- | -------------------------------------------- | --------------------- | ------ |
| 2011年9月  | オキュパイ・ムーブメント                     | 多くの国々            | 32     |
| 2013年7月  | ブラック・ライブズ・マター: ファーガソン暴動 | アメリカ合衆国 (大半) | 5      |
| 2015年6月  | ドナルド・トランプへの抗議                   | アメリカ合衆国 (大半) | 0      |

## 進行中の市民暴動と抗議の一覧
| 抗議開始日 | 抗議                       | 場所       | 死亡数 |
| ---------- | -------------------------- | ---------- | ------ |
| 2014年2月  | 2014–17年 ベネズエラの抗議 | ベネズエラ | 171+   |
| 2015年4月  | ブルンジ暴動 (2015年-現在) | ブルンジ   | 439+   |
| 2015年7月  | 2015–17年 イラクの抗議     | イラク     | 0      |
| 2016年7月  | 2016–17年 ジンバブエの抗議 | ジンバブエ | 0      |
| 2016年8月  | 2016年エチオピアの抗議     | エチオピア | 669+   |
| 2016年10月 | ヒラク・リフ               | モロッコ   | 1+     |
| 2017年2月  | 2017年ベラルーシの抗議     | ベラルーシ | 0      |
| 2017年3月  | 2017年ブラジルでの抗議     | ブラジル   | 0      |
| 2017年3月  | 2017年ロシアの抗議         | ロシア     | 0      |
| 2017年4月  | ズマ・マスト・フォール     | 南アフリカ | 0      |

## 関連リンク
- 進行中の武力紛争のリスト